# Feuilleea salajeriana
Feuilleea salajeriana là một loài thực vật có hoa trong họ Cucurbitaceae. Loài này được (Miq.) Kuntze mô tả khoa học đầu tiên năm 1891.